# Victor Boniface

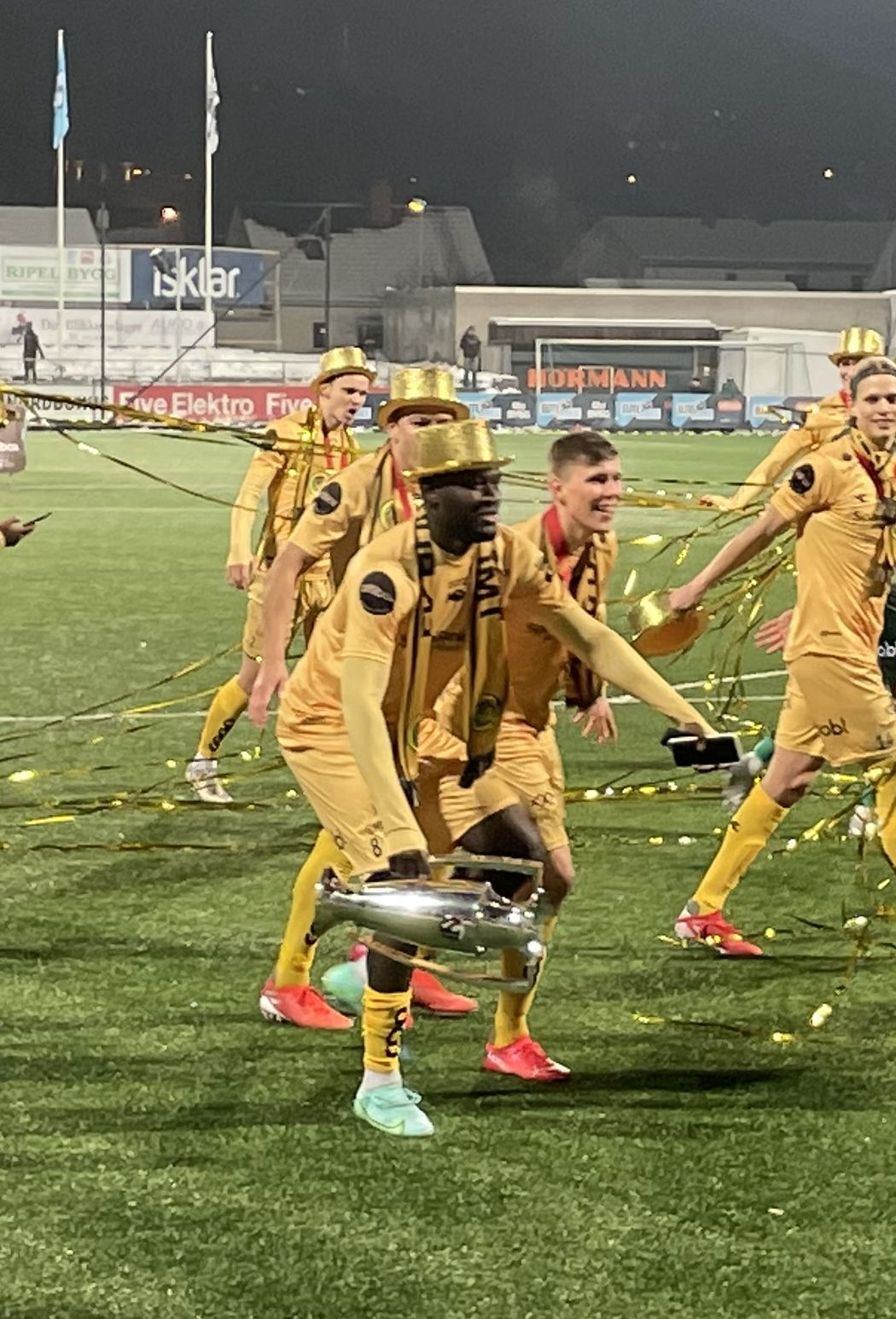
Victor Boniface (vorn) feiert den Gewinn der Norwegischen Meisterschaft 2021 mit dem FK Bodø/Glimt in Mjøndalen

Victor Okoh Boniface [ˈbɒnɪfeɪs] (* 23. Dezember 2000 in Akure) ist ein nigerianischer Fußballspieler. Er steht in Deutschland bei Bayer 04 Leverkusen unter Vertrag. Seit September 2023 ist er Nationalspieler seines Landes.

## Karriere

### Verein
Boniface begann in der Jugend von Real Sapphire aus Lagos mit dem Fußballspielen. Im März 2019 unterschrieb er einen Vertrag bei dem norwegischen Klub FK Bodø/Glimt. Zwei Wochen nach Vertragsschluss zog er sich eine Bänderverletzung zu, die auch eine Teilnahme am U-20-Afrika-Cup 2019, für den er in den nigerianischen U-20-Kader berufen worden war, verhinderte. Im September 2019 gab er sein Ligadebüt für Bodø/Glimt. In den Spielzeiten 2020 und 2021 gewann er mit dem Klub die norwegische Meisterschaft.
Am 8. August 2022 unterzeichnete Boniface einen Vierjahresvertrag mit der Option auf ein weiteres Jahr beim belgischen Vizemeister Royale Union Saint-Gilloise. Er bestritt 37 von 38 möglichen Ligaspielen für Union Gilloise, in denen er neun Tore schoss, vier Pokalspiele mit einem Tor und zehn Spiele in der Europa League mit sechs Toren. Damit erzielte er die meisten Tore in der Europa League 2022/23, obwohl Saint-Gilloise bereits im Viertelfinale gegen Bayer Leverkusen ausschied. Zuvor hatte er noch für FK Bodø/Glimt vier Qualifikationsspiele zur Champions League bestritten und dort fünf Tore geschossen. Damit war er allein auf die vier Qualifikationsrunden bezogen auch dort Torschützenkönig.
Ein Jahr nach seinem Wechsel schloss er sich seinem dritten Verein in Europa an und unterschrieb beim deutschen Bundesligisten Bayer 04 Leverkusen einen Vertrag mit einer Laufzeit über fünf Jahre. Boniface erwischte einen guten Saisonstart und stellte nach 5 Spielen bereits einen neuen Bundesligarekord auf, indem er 38 Torschüsse abgab. Im August bestimmte die Bundesliga Boniface zum Spieler des Monats. Zudem gewann er als erster Neuzugang in seiner ersten Saison in den ersten drei Monaten (August, September, Oktober) die Rookie-des-Monats-Auszeichnung der Bundesliga. Nach seiner Verletzung im Trainingslager der nigerianischen Nationalmannschaft im Januar 2024 fiel er knapp drei Monate aus, am 6. April 2024, dem 28. Spieltag der Saison, gab er beim 1:0-Sieg gegen den 1. FC Union Berlin sein Comeback. Eine Woche später sicherte er sich mit den Leverkusenern vorzeitig die Deutsche Meisterschaft; zum Saisonende wurde Boniface mit 14 Toren bester Bundesligatorschütze seines Vereins.
In seiner ersten Saison bei Bayer 04 Leverkusen gewann Boniface mit der „Werkself“ die Bundesliga und den DFB-Pokal und erreichte das Finale der Europa League.

### Nationalmannschaft
Boniface wurde im September 2023 von José Peseiro erstmals in den Kader der nigerianischen Nationalmannschaft berufen. In seinem ersten Länderspiel im Godswill Akpabio International Stadium gegen São Tomé und Príncipe wurde er eingewechselt und gab die Vorlage zum 6:0-Endstand seiner Auswahl.
Peseiro nominierte Boniface in das endgültige Aufgebot der Nigerianer für den Afrika-Cup 2024 in der Elfenbeinküste. Während eines darauf vorbereitenden Trainingslagers der Auswahl in Dubai verletzte sich Boniface so schwer im Bereich der Leiste und des Bauches, dass er abreisen und die Teilnahme am Turnier absagen musste. Weiterführende Untersuchungen ergaben eine „Muskel-Sehnenverletzung im rechten Adduktorenbereich“, wobei Bonifaces Verein Bayer 04 Leverkusen von einer Ausfallzeit von ca. drei Monaten ausging.
Im Oktober 2024 war Boniface Teil der nigerianischen Auswahlmannschaft, die in Libyen ein Qualifikationsspiel für den Afrika-Cup 2025 absolvieren sollte. Die nigerianische Mannschaft, die in Bengasi auf die libysche Nationalmannschaft treffen sollte, wurde vor ihrer Landung auf dem dortigen Flughafen umgeleitet, sodass das Flugzeug auf dem La Abraq International Airport in al-Baida landete, welcher ca. drei Autostunden von Bengasi entfernt liegt. Die nigerianische Mannschaft verweilte nach der Landung über 15 Stunden am Flughafen, nach eigenen Angaben unter anderem ohne Lebensmittel und Übernachtungsmöglichkeiten. Boniface wandte sich währenddessen in den sozialen Medien an die Öffentlichkeit und schilderte die Situation. Die Mannschaft entschied schließlich, da sie die Lage in Libyen als nicht sicher bewertete, nicht mehr zum Spielort zu reisen und stattdessen den Rückflug anzutreten. In der Folge kamen Berichte auf, wonach der Vorfall auf das Hinspiel beider Mannschaften zurückginge, das Nigeria gewonnen hatte und wonach sich libysche Spieler in Nigeria schlecht behandelt gefühlt haben sollen. Der libysche Verband seinerseits bestritt dies.

## Erfolge und Auszeichnungen
FK Bodo/Glimt
- Norwegischer Meister (2): 2020, 2021

Royale Union Saint-Gilloise
- Torschützenkönig der Europa League: 2022/23

Bayer 04 Leverkusen
- Deutscher Meister: 2024
- Deutscher Pokalsieger: 2024
- Deutscher Supercupsieger: 2024

Auszeichnungen
- Rookie der Saison der Bundesliga: 2023/24
  - Rookie des Monats der Bundesliga (4): August, September, Oktober und November 2023
- Spieler des Monats der Bundesliga: August 2023

## Persönliches
Boniface wurde im Dezember 2000 in Akure geboren. Seine Eltern starben, bevor er volljährig wurde, und er wuchs bei seinen Großeltern auf. Sein Großvater war ein Angehöriger der nigerianischen Streitkräfte.
Am 20. Oktober 2024 erlitt Boniface auf dem Weg zum Flughafen Frankfurt Main bei einem Autounfall im Main-Taunus-Kreis als Beifahrer Verletzungen an der linken Hand. Der Fahrer des Unfallwagens war nach Angaben der Polizei übermüdet in einen Lkw gefahren. Sein Verein Bayer 04 Leverkusen entschied anschließend, Boniface im Hinblick auf die Unfallfolgen für ein Spiel nicht in den Spieltagskader zu berufen, um ihn zu schonen.